# مکسیم فشوک
مکسیم فشوک (اوکراینی: Максим Ігорович Фещук؛ زادهٔ ۲۵ نوامبر ۱۹۸۵) بازیکن فوتبال اهل اوکراین است.
از باشگاه‌هایی که در آن بازی کرده‌است می‌توان به باشگاه فوتبال داچیا کیشیناو، باشگاه فوتبال شاختار قراغندی، باشگاه فوتبال آرسنال کی‌یف، باشگاه فوتبال تاوریا سیمفروپول، باشگاه فوتبال اوورلا اوژهورود، باشگاه فوتبال ویتبسک، و باشگاه فوتبال کارپاتی لویو اشاره کرد.
وی همچنین در تیم‌های ملی فوتبال Ukraine national under-19 football team و زیر ۲۱ سال اوکراین بازی کرده‌است.